# Claudine Vierstraete
Claudine Vierstraete, née le 11 février 1960 à Torhout et morte le 4 octobre 2023,, est une coureuse cycliste professionnelle belge.

## Palmarès sur piste

### Championnats du monde
- Brno 1981
  -  Médaillée d'argent de la vitesse

### Championnats de Belgique
- 1980
  -  Championne de Belgique de la vitesse
- 1981
  -  Championne de Belgique de la vitesse
- 1982
  -  Championne de Belgique de la vitesse
- 1983
  -  Championne de Belgique de la vitesse
- 1984
  -  Championne de Belgique de la vitesse
- 1986
  -  Championne de Belgique de la vitesse

## Palmarès sur route
- 1978
  -  Championne de Belgique juniors
- 1981
  - 1re étape des Journées Internationales de Dompaire